# Matthew Fontaine Maury

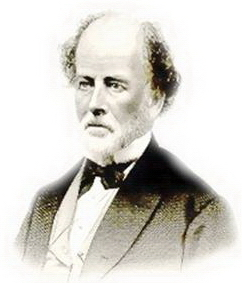
Matthew Fontaine Maury

Matthew Fontaine Maury (14 de janeiro de 1806 – 1 de fevereiro de 1873) foi um astrônomo norte-americano, historiador, oceanógrafo, meteorologista, cartógrafo, autor, geólogo, e educador da Marinha dos Estados Unidos.
Foi apelidado como o "Descobridor dos Mares" e o "Pai da Oceanografia Moderna e Meteorologia Naval" e depois, o "Cientista dos Mares", devido à publicação de suas extensas obras em seus livros, especialmente A Geografia Física do Mar (1855), o primeiro livro extenso e compreensivo na oceanografia a ser publicado. Maury fez muitas novas contribuições importantes mapeando ventos e correntes oceânicas, incluindo faixas oceânicas para a passagem de navios no mar.
Em 1825, com 19 anos, Maury se juntou à Marinha dos Estados Unidos como aspirante, a bordo da fragata USS Brandywine. Quase imediatamente ele começou a estudar os mares e relatar métodos de navegação. Quando uma lesão na perna o deixou inapto para o dever no mar, Maury dedicou o seu tempo ao estudo da navegação, da meteorologia, de ventos, e de correntes. Ele se tornou o Superintendente do Observatório Naval dos Estados Unidos e o chefe do Depósito de Mapas e Instrumentos. Aqui, Maury estudou milhares de registos de navios e mapas. Ele publicou o Mapa do Vento e das Correntes do Atlântico Norte, o qual mostrava aos marinheiros como usar as correntes do oceano e os ventos ao seu favor, e, drasticamente, reduziu a duração das viagens no oceano. O sistema uniforme de relatório de dados oceanográficos de Maury foi adotado por navios e marinhas mercantes ao redor do mundo e foi usado para desenvolver mapas por todas as maiores rotas de comércio.
Com o surto da Guerra Civil, Maury, um natural da Virgínia, resignou sua comissão como um comandante da Marinha dos EUA e se juntou à Confederação. Ele passou a guerra no sul, bem como no exterior na Grã-Bretanha, na Irlanda, e na França. Ele ajudou a adquirir um navio, o CSS Geórgia, para a Confederação enquanto também defendia a suspensão da guerra na América entre diversas nações europeias. Seguindo a guerra, Maury aceitou o cargo de ensino no Instituto Militar da Virgínia em Lexington, Virgínia. Ele morreu em sua casa do Instituto Militar da Virgínia em Lexington em 1873, após completar uma desgastante excursão de palestras interestaduais sobre a previsão meteorológica nacional e internacional por terra. Ele também completou seu livro em sua Pesquisa Geológica da Virgínia e uma nova série de geografia para jovens.

## Biografia

### Vida inicial e carreira
Maury era de ascendência huguenote cuja família pode remeter-se à França do século XV. O avô de Matthew Fontaine Maury (o Reverendo James Maury) foi um professor inspirador do futuro presidente dos EUA, Thomas Jefferson. Maury também tinha uma etnia neerlando-americana da família "Minor" da antiga Virgínia.
M. F. Maury nasceu em 1806, no Condado da Spotsylvania, Virgínia, próximo à cidade de Fredericksburg; seus pais foram Richard Maury e Diane Minor Maury. A família se mudou para Franklin, Tennessee, quando ele tinha cinco anos. Ele queria imitar a carreira naval de seu irmão mais velho, o Flag Lieutenant John Minor Maury, que, contudo, contraiu febre amarela depois de lutar com piratas como um oficial da Marinha dos Estados Unidos. Como resultado da dolorosa morte de John, o pai de Matthew Maury, Richard, o proibiu de juntar-se à Marinha. Maury, fortemente, considerava a participação na West Point para a obtenção de uma educação melhor do que a marinha poderia oferecer naquele momento, mas, ao invés disso, ele obteve uma nomeação naval por meio da influência do Senador Sam Houston, um amigo da família, em 1825, com 19 anos.
Maury entrou para a Marinha como um aspirante, a bordo da fragata Brandywine que estava transportando a casa do Marquês de La Fayette para França na sequência da famosa visita do Marquês aos Estados Unidos. Quase imediatamente, Maury começou a estudar os mares e os métodos de registro de navegação. Uma das experiências que despertou esse interesse foi uma circunavegação do globo a bordo do USS Vincennes, seu navio atribuído e o primeiro navio de guerra dos Estados Unidos a viajar ao redor do mundo.

### Carreira Científica
Os dias em alto mar de Matthew Maury terminaram repentinamente aos 33 anos, depois de num acidente de diligência ter fraturado a sua perna direita. Depois disso, ele dedicou seu tempo ao estudo da meteorologia naval da navegação e do mapeamento de ventos e correntes, procurando as "Veredas dos Mares" mencionadas em Salmos 8.8: "As aves do céu, e os peixes do mar, e tudo que passa pelas veredas dos mares". Maury conhecia os Salmos de Davi desde a infância. Em "A Vida de Matthew Fontaine Maury; compilada por sua filha, Diana Fontaine Maury Corbin (1888)", ela afirma nas páginas 7–8 que: "O pai de Matthew era muito cuidadoso no ensino religioso de sua família, agora numerados cinco filhos e quatro filhas, a saber, John Minor, Mary, Walker, Matilda, Betsy, Richard Launcelot, Matthew Fontaine, Catherine, e Charles. Ele os reunia de manhã e à noite para ler o livro dos salmos diariamente, versículo por versículo, e deste modo, tão familiar fez este menino descalço [M. F. Maury] aos Salmos de Davi, que na vida após a morte ele poderia recitar a citação, e dar capítulo e versículo, tal como se tivesse a Bíblia aberta diante dele. Sua Bíblia é descrita como seu monumento ao lado de sua perna esquerda”.
Como oficial encarregado pelo escritório da Marinha dos Estados Unidos em Washington D.C., chamado de "Depósito de Cartas e Instrumentos", o jovem tenente se tornou um bibliotecário dos muitos diários de bordo desorganizados e registros em 1842. De iniciativa sua, ele procurou melhorar a náutica através da organização da informação em seu escritório, e instituiu um sistema de comunicação entre os comandantes da nação para reunir mais informações sobre as condições do mar e observações. O produto de seu trabalho era o reconhecimento internacional e a publicação em 1847 de "Mapas de Ventos e Correntes do Atlântico Norte”. Seu reconhecimento internacional prestou assistência na mudança de propósito e de nome do depósito do Observatório Naval e do Escritório Hidrográfico dos Estados Unidos em 1854. Ele continuou mantendo aquela posição até sua resignação em abril de 1861. Maury foi um dos principais defensores da fundação de um observatório nacional, e apelou ao entusiasta da ciência e ex-presidente dos EUA, o congressista John Quincy Adams, pela criação do que finalmente se tornaria o Observatório Naval. Maury, na ocasião, hospedou o congressista Adams, o qual apreciou a astronomia como um passatempo, no Observatório Naval. Preocupado com o fato de que Maury sempre teve uma longa caminhada para e de sua casa na avenida superior Pennsylvania, Adams introduziu um projeto de lei de dotações que financiou verbas à Casa do Superintendente, em razão do observatório (uma grande mansão foi construída no sítio nos anos de 1890 ao chefe de operações navais, a qual, como Rotatória do Observatório Número Um, havia sido agora convertida em uma residência oficial do vice-presidente dos Estados Unidos). Assim, Adams agora sentia que não havia restrições em, regularmente, parar, para dar uma olhada através do telescópio da instalação.
Como um marinheiro, Maury notou que havia numerosas lições que tinham sido aprendidas pelos mestres da navegação sobre os efeitos dos ventos contrários e das correntes à deriva na rota de um caminho. Os capitães registravam estas lições fielmente em seus diários de bordo, mas elas eram depois esquecidas. No observatório, Maury descobriu uma enorme coleção de milhares de registros de velhos navios e mapas no armazém, em baús, datando desde o início da Marinha dos Estados Unidos. Maury caiu dentro destes documentos para coletar informação sobre ventos, bonanças, e correntes por todos os mares em todas as estações. Seu sonho era pôr esta informação nas mãos de todos os capitães.
Maury também usou os registros de navios antigos para mapear a migração de baleias. Os baleeiros, até então, iam ao mar, algumas vezes por anos, sem saber que as baleias migram e que suas rotas poderiam ser mapeadas.
A obra de Maury, sobre as correntes oceânicas, levou-o a defender sua teoria da Passagem do Noroeste, bem como a hipótese de que uma área no oceano, próxima ao Polo Norte, é ocasionalmente livre de gelo. A razão por trás disso era o som. Os registros dos velhos navios baleeiros indicavam desenhos e marcações de arpões. Arpões achados em baleias capturadas no Atlântico tinham sido lançados por navios no Pacífico e vice-versa, e isto ocorria com uma frequência tal que teria sido impossível que baleias tivessem viajado ao redor do Cabo Horn.
Maury, sabendo que a baleia é um mamífero, teorizou que a passagem do norte entre os oceanos, que estava livre de gelo, deveria existir para permitir às baleias virem à superfície e respirar. Isto se tornou uma ideia popular que inspirou muitos exploradores a procurar uma rota marítima confiavelmente navegável. Muitos desses exploradores morreram em sua pesquisa.
O tenente Maury publicou o Mapa de Ventos e Correntes do Atlântico Norte, o qual mostrou aos marinheiros como usar as correntes do oceano e os ventos ao seu favor e drasticamente reduziu a duração das viagens pelo oceano; seus Roteiros e Geografia Física dos Mares e sua Meteorologia permanecem o modelo. O sistema uniforme de gravação sinótica de dados oceanográficos de Maury foi adotado por navios e marinhas mercantes ao redor do mundo e foi usado para desenvolver mapas por todas as maiores rotas comerciais.

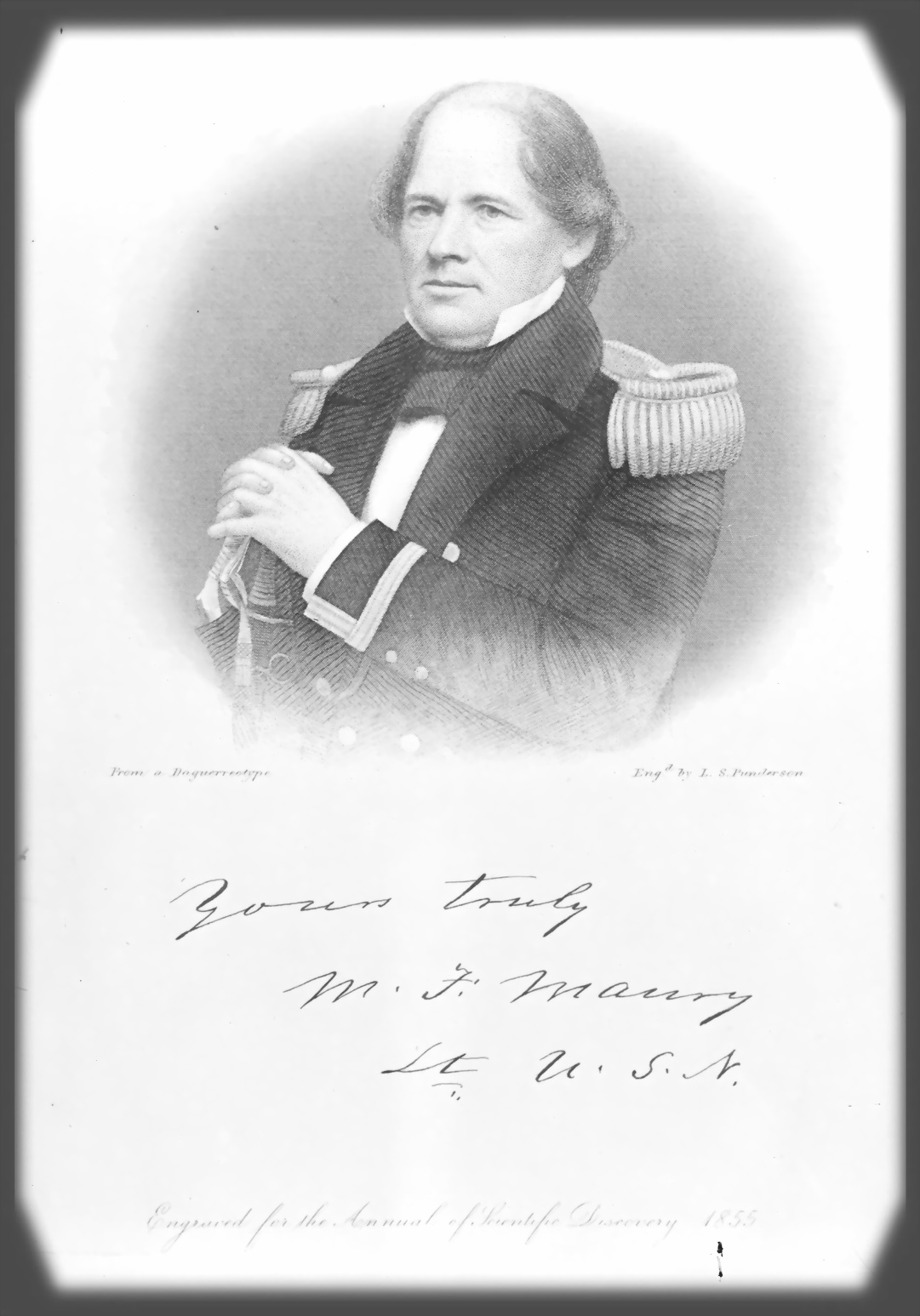
Matthew Fonatine Maury da Marinha Americana, em 1855.

O time do Observatório Naval de Maury incluiu aspirantes à Marinha, ordenados por ele: James Melville Gilliss, os Lieutenantes John Mercer Brooke, William Lewis Herndon, Lardner Gibbon, os Lieutenantes Isaac Strain, John "Jack" Minor Maury II da 1854ª Expedição de Exploração Darien da Marinha Americana, e outros. O dever deles era sempre temporário no Observatório, e novos homens tinham de ser treinados, uma e outra vez. Assim, o Lt. Matthew Fontaine Maury trabalhava com o trabalho astronômico e o trabalho náutico ao mesmo tempo, enquanto constantemente treinava novos homens temporários para ajudá-lo nesses trabalhos. Como a reputação de Maury crescia, a competição entre jovens aspirantes a serem ordenados para trabalhar com ele, se intensificou. Ele sempre teve hábeis assistentes, mesmo embora eles constantemente fossem trocados e reordenados como parte de seus deveres.
Maury defendeu muito, em forma, a reforma naval, incluindo uma escola para a Marinha que rivalizaria com o West Point (academia militar americana) do exército. Esta reforma foi pesadamente empurrada pelos muitos "Recortes da Bolsa da Sorte" de Maury (artigos feitos, e nomeados assim por Maury, sobre a marinha que vieram a se tornar uma espécie de Livro do Ano da academia naval americana) e outros artigos impressos nos jornais e, muitas mudanças aconteceram à marinha, incluindo seu, finalmente cumprido, sonho de criação da Academia Naval dos Estados Unidos.
Durante seu primeiro encontro de 1848, Maury ajudou a começar a Associação Americana para o Avanço da Ciência (AAAC).
Em 1849, Maury falou da necessidade de uma ferrovia transcontinental para juntar o leste dos Estados Unidos à Califórnia. Ele recomendou uma rota sul com Memphis (Tennessee) como término oriental, desde que a cidade é equidistante ao Lago Michigan e ao Golfo do México. Ele argumentou que uma rota sul que atravessasse o Texas, evitaria neves de inverno e abriria o comércio com os estados do norte do México. Maury também defendeu a construção de uma ferrovia cruzando o Istmo do Panamá.

### A Conferência Meteorológica Internacional
Maury também pediu por um serviço meteorológico internacional de terra e mar. Tendo mapeado os mares e as correntes, ele trabalhou no mapeamento terrestre de previsão do tempo. O Congresso recusou a apropriar-se de fundos para um sistema terrestre de observações climáticas.
Maury, bem cedo, ficou convencido de que a adequação do conhecimento científico do mar seria obtida somente através da cooperação internacional. Ele propôs que os Estados Unidos convidassem as nações marítimas do mundo a uma conferência, para estabelecer um “sistema universal” de meteorologia, e ele foi o espírito líder de uma conferência científica pioneira quando ela aconteceu em Bruxelas em 1853. Dentro de poucos anos, as nações proprietárias de três-quartos do transporte marítimo do mundo foram enviando suas observações oceanográficas a Maury no Observatório Naval, onde a informação foi avaliada e os resultados dados à distribuição mundial.
Como seu representativo na conferência, os EUA enviaram Maury. Como um resultado da conferência de Bruxelas, um grande número de nações, incluindo muitos inimigos tradicionais, concordou em cooperar no compartilhamento de dados climáticos em terra e mar usando padrões uniformes. Isso foi logo depois da conferência de Bruxelas, quando a Prússia, a Espanha, a Sardenha e a cidade livre de Hamburgo, a república de Bremen, o Chile, a Áustria, e o Brasil, e todos os outros se juntaram ao empreendimento.
O papa estabeleceu bandeiras de distinção honorárias aos navios dos estados papais, os quais seriam recompensados, somente aqueles barcos que preencheram e enviaram a Maury em Washington D.C., os registros abstratos de Maury.

### Tentativa de erradicação de toda escravidão nos Estados Unidos da América
Em 1851, Maury enviou seu primo, o tenente William Lewis Herndon, e outro ex-cooperador no Observatório Naval dos Estados Unidos, o tenente Lardner Gibbon, para explorar o vale do Amazonas, enquanto coletava tanta informação quanto possível para ambos o comércio e a escravidão na área. Maury pensou que o Amazonas poderia servir como uma "válvula segura", por permitir aos donos de escravos do sul restabelecerem-se ou venderem seus escravos lá (O plano de Maury estava basicamente seguindo a ideia dos comerciantes de escravos do norte e dos donos de escravos, no modo de como eles venderam seus escravos aos estados do sul dos EUA). A expedição teve como objetivo mapear a área para o dia quando os donos de escravos fossem "com seus bens móveis colonizar e comercializar bens dos países da América do Sul ao longo das rodovias do rio do vale do Amazonas". A escravidão no Brasil foi extinta após um demorado processo que começou com o fim do tráfico internacional de escravos em 1850, mas não teve fim até 1888, com a completa abolição da escravidão. Maury sabia, quando ele escreveu nos Jornais de Notícias, do dia em que o Brasil foi trazendo novos escravos da África. Propondo mover aqueles que já eram escravos nos EUA para o Brasil, haveria menos escravidão, ou com o tempo, talvez nenhuma escravidão em tantas áreas dos Estados Unidos quanto possível, enquanto também esperava parar a chegada de novos escravos ao Brasil, o que somente aumentaria a escravidão através da captura e escravização de mais africanos. "Imagine", Maury escreveu ao seu primo, "acordar algum dia e encontrar nosso país livre da escravidão!" (Fonte: Matthew Fontaine Maury/9 topic "African Slave Trade", a carta ao seu primo do Observatório Naval, datada de 24 de Dezembro de 1851).
Maury começou uma campanha para forçar o Governo Brasileiro a abrir a navegação no rio Amazonas, e para obriga-lo a receber colonizadores e o comércio americano. Mas o governo de D. Pedro II rejeitou profundamente as propostas. O Governo Imperial tinha em mente o processo tradicional dos EUA de anexações territoriais na América Latina: imigração, provocação, conflito e anexação. Então, o Brasil agiu diplomaticamente e, através da imprensa, para evitar, por todos os meios, a colonização proposta por Maury. Em 1855, o projeto de Maury havia certamente falhado. O Brasil autorizou a livre navegação a todas as nações no Amazonas somente em 1866, mas apenas quando esteve em guerra contra o Paraguai e a livre navegação na área se tornou necessária.

### Guerra Civil

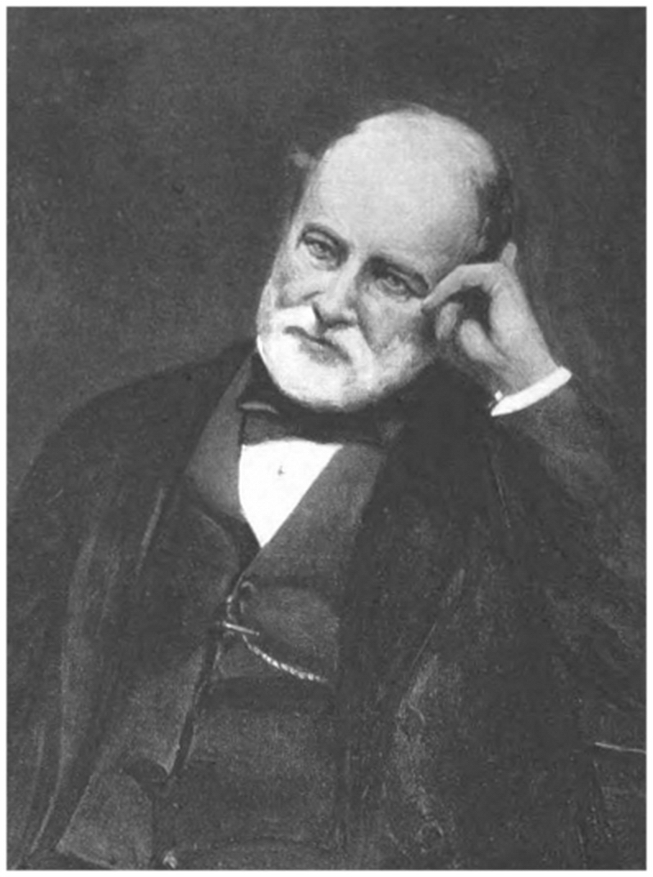
O comandante Matthew Fontaine Maury.

Com a insurreição da Guerra Civil Americana, Maury, um nativo da Virgínia, terminou a carreira que ele muito amou, pela entrega de sua comissão como um comandante da Marinha dos EUA, para servir a Virgínia, a qual tinha se juntado à Confederação, como Chefe das Defesas da Costa Marítima, do Rio e da Doca. Por ele ter sido uma figura internacional, ele foi ordenado a ir ao exterior por muitas razões incluindo a propaganda para Confederação, pela paz, e pela compra de navios. Ele também foi à Inglaterra, à Irlanda, e à França, adquirindo navios e suprimentos para a Confederação. Através de discursos e publicações jornalísticas, Maury tentou desesperadamente fazer com que as outras nações parassem a Guerra Civil Americana, levando apelos pela paz em uma mão e uma espada na outra, cada uma delas para tratar com qualquer que fosse o resultado.
Maury também aperfeiçoou um "torpedo elétrico" (mina naval) o qual elevou o caos com a navegação do norte. Maury teve uma experiência com o cabo transatlântico e a eletricidade que flui através de fios subaquáticos, quando trabalhava com Cyrus West Field e Samuel Finley Breese Morse. Os torpedos, similares às atuais minas de contato, foram ditos pelo Secretário da Marinha em 1865 que "farão custar à União mais barcos do que todas as outras causas combinadas".

### Últimos Anos
A guerra trouxe ruína a muitos em Fredericksburg, Virgínia, onde a família imediata de Maury viveu. Assim, o retorno não foi imediatamente considerado. Seguindo a guerra, depois de servir ao Maximiliano do México como "Comissário Imperial de Imigração" e construir Carlotta e a Colônia de Nova Virgínia para os confederados e imigrantes deslocados de outras terras, Maury aceitou uma posição de professor no Instituto Militar Virgínia (IMV), o qual exerce a cadeira de físico.
Maury defendeu a criação de uma faculdade agrícola para complementar a IMV. Isto levou ao estabelecimento da Instituto Politécnico e Universidade Estadual da Virgínia (Virginia Tech) em Blacksburg, Virgínia, em 1872. Maury recusou a oferta de se tornar seu primeiro presidente em parte devido a sua idade. Ele havia anteriormente sido sugerido como presidente da Faculdade de William e Mary em Williamsburg, Virgínia, em 1848, por Benjamin Blake Minor em sua publicação do Mensageiro Literário do Sul. Maury considerou se tornar o presidente da Faculdade S. João em Annapolis, Maryland, da Universidade do Alabama, e da Universidade do Tennessee. Parece que ele preferia estar perto do General Robert E. Lee em Lexington, a partir das declarações de Maury, feitas em cartas. Maury serviu como um carregador de caixões para o General Lee.
Durante seu tempo no IMV, Maury escreveu um livro intitulado A Geografia Física da Virgínia. Ele tinha sido uma vez um superintendente de mineração de ouro no exterior de Fredericksburg, Virgínia, e tinha estudado geologia intensamente durante aquele tempo, estando, então, bem preparado para escrever um livro assim. Durante a Guerra Civil, mais batalhas tomaram lugar na Virgínia do que em qualquer outro estado (o Tennessee foi o segundo), e o objetivo de Maury era ajudar a Virgínia devastada pela guerra, ao descobrir e extrair minerais, melhorando a agricultura e tudo o mais que pudesse ajudá-la a reconstruir-se depois de tal destruição.
Maury mais tarde deu palestras na Europa sobre a cooperação na estação meteorológica por terra, assim como ele mapeou os ventos e previu tempestades no mar, muitos anos antes. Ele deu esses discursos sobre o Clima na Terra até seus últimos dias quando ele colapsou em meio a um discurso. Ele foi para casa e se recuperou, e disse a Ann Hull Herndon-Maury, sua esposa, "Eu vim para casa para morrer".
Matthew Fontaine Maury morreu em casa em Lexington, às 00h40min, no Sábado, dia primeiro de fevereiro de 1873. Ele estava exausto de viajar pela nação enquanto dava discursos promovendo a Meteorologia na Terra. Ele foi auxiliado por seu filho mais velho, o Major Richard Launcelot Maury e seu genro, o Major Spottswood Wellford Corbin. Maury pediu a suas filhas e sua esposa para deixarem a sala. Suas últimas palavras foram: "Tudo está bem", uma expressão náutica que relata das condições calmas no mar. Seu corpo foi colocado em exposição na livraria do MIV. Maury foi inicialmente cremado no jazigo da família Gilham no cemitério de Lexington, em frente a Thomas "Stonewall" Jackson, até, depois de alguma demora, dentro do ano seguinte, quando seus restos foram levados, através da Passagem Goshen, a Richmond, Virgínia. Ele foi cremado novamente entre os presidentes James Monroe e John Tyler no Cemitério Hollywood em Richmond, Virgínia.

### Honras Internacionais

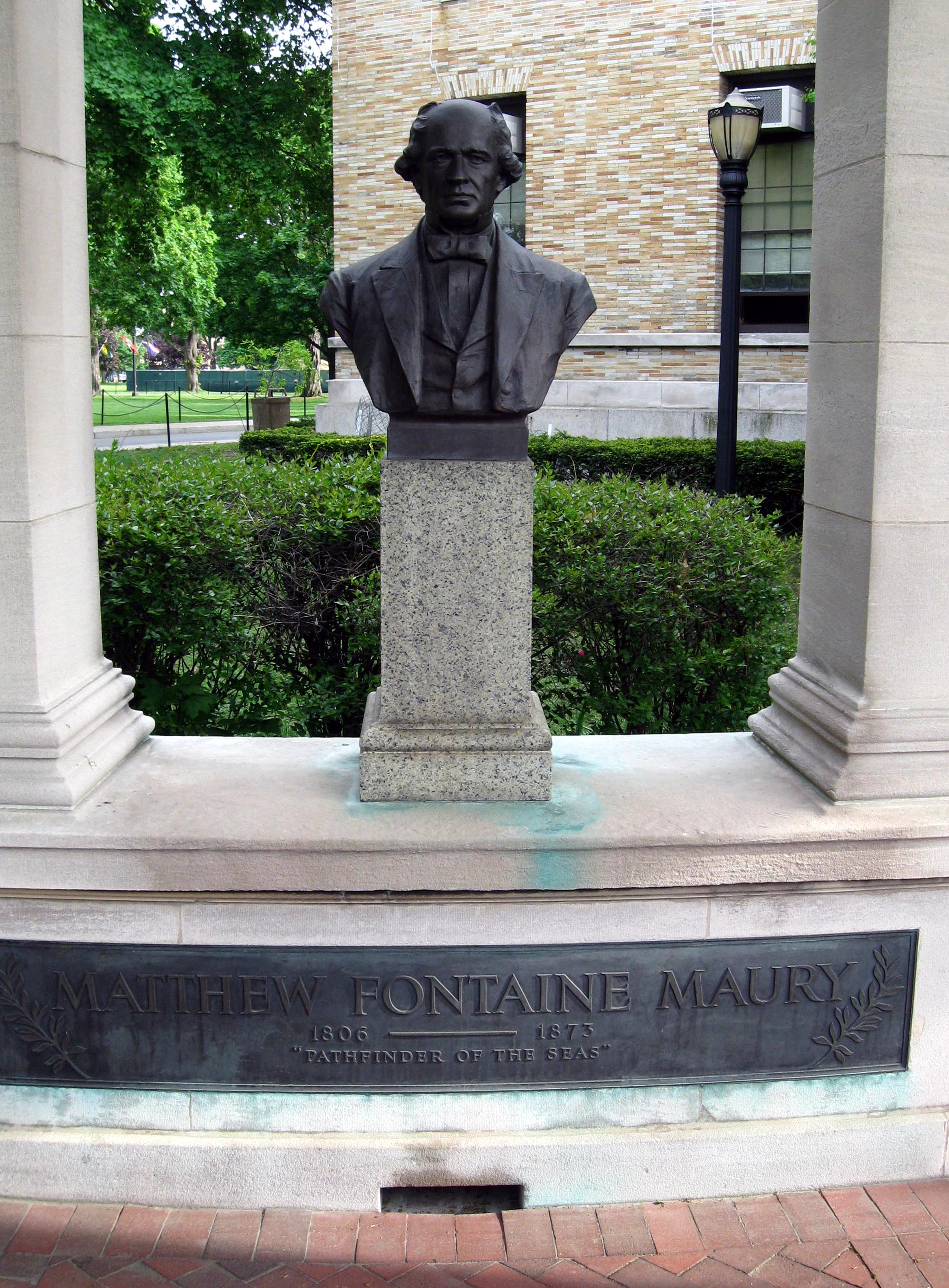
Busto de Maury no Hall da Fama dos Grandes Americanos, Nova Iorque, NY.

Após décadas de trabalho duro nacional e internacional em média de 14 horas por dia, Maury recebeu fama e honras, incluindo ser nomeado Cavaleiro por diversas nações, e ter recebido medalhas com preciosas joias, bem como a coleção de todas as medalhas prensadas pelo Papa Pio IX durante seu pontificado, um livro de dedicatórias e mais do Padre Angelo Secchi, que foi um estudante de Maury de 1848 a 1849 no Observatório Naval dos Estados Unidos. Os dois permaneceram amigos por toda a vida. Outros amigos religiosos de Maury incluíram James Hervey Otey, o primeiro professor de M. F. Maury que, antes de 1857, trabalhou com o Bispo Leonidas Polk na construção da Universidade do Sul no Tennessee. Enquanto em visita lá, Maury foi convencido por seu antigo professor a dar o "discurso da pedra angular".
Como um oficial da Marinha dos EUA, ele recusou premiações das nações estrangeiras, quando sua aceitação era contra a política militar dos EUA. Contudo, elas foram oferecidas à esposa de Maury, Ann Hull Herndon-Maury, que as aceitou por seu marido. Algumas tinham sido colocadas no IMV, outras foram emprestadas ao Smithsonian e ainda outras permaneceram com a família. Matthew Maury se tornou um Comodoro (frequentemente um título de cortesia) na Marinha Provisional da Virgínia, e um Comandante na Confederação.

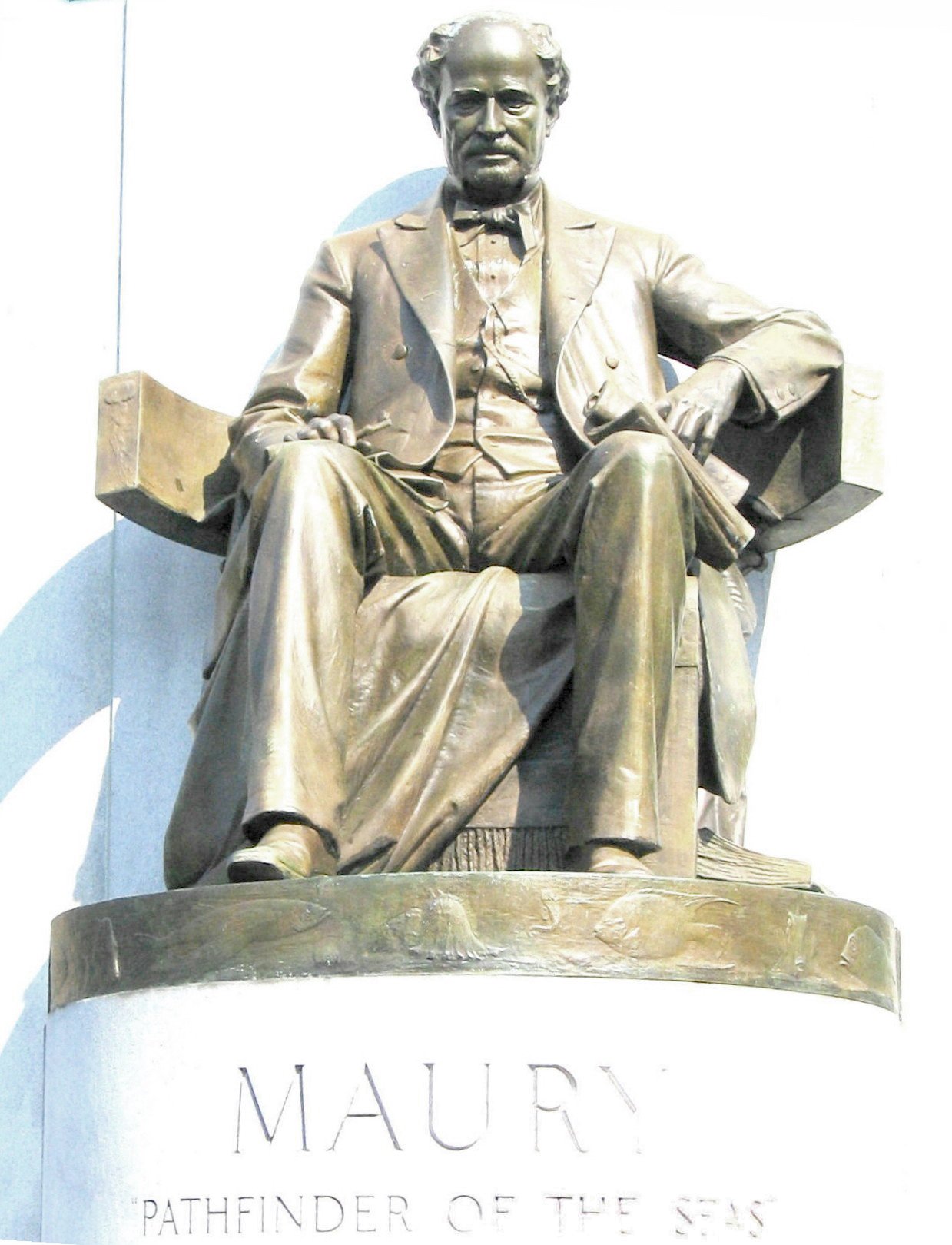
Monumento de Matthew Fontaine Maury "O Descobridor dos Mares", Richmond, Va.

Um monumento a Maury, pelo escultor Frederick William Sievers, foi inaugurado em Richmond, em 11 de novembro de 1929. O Hall de Maury, o lar do Departamento de Ciência Naval na Universidade da Virgínia e a sede do batalhão do Corpo de Treinamento de Oficiais da Reserva da Marinha da Universidade, foram nomeados em sua honra. O edifício original do Instituto de Ciência Marítima da Virgínia da Faculdade de William e Mary, é nomeado Hall de Maury também. Outro Hall de Maury, em homenagem a ele, as abriga o Departamento de Engenharia Elétrica e de Computação e o Departamento de Engenharia de Sistemas na Academia Naval dos Estados Unidos em Annapolis, Maryland.
Os navios foram nomeados em sua homenagem, incluindo três navios da Marinha dos EUA nomeados USS Maury. Um quarto navio da marinha americana nomeado em sua homenagem foi o USS Commodore Maury (SP-656), barco de patrulha e caça minas da Primeira Guerra Mundial. Um Navio de Resgate da 2ª Guerra Mundial foi também nomeado em sua homenagem. Além disso, A Faculdade Comunitária Tidewater, com sede em Norfolk, Virgínia, é dona do veículo recreativo Matthew F. Maury. Este navio é usado para a pesquisa oceanográfica e cruzeiros estudantis. Em março de 2013, em honra de Maury, a Marinha dos EUA lançou o USNS Maury (Navio marítimo dos EUA) no Mississipi. O Maury é projetado para ser um navio de pesquisa oceanográfica para a Marinha.

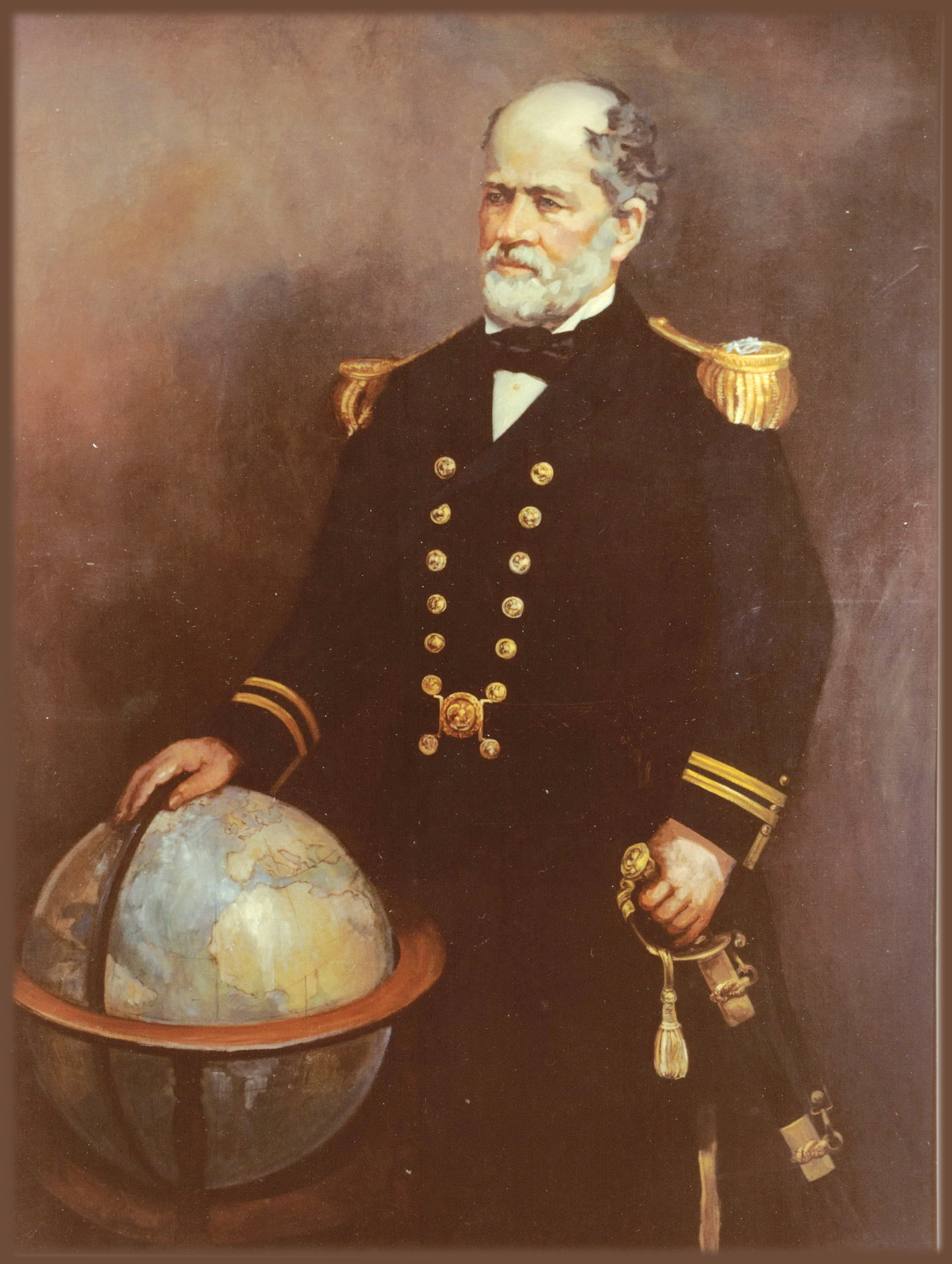
Retrato de Matthew Fontaine Maury por Ella Sophonisba Hergesheimer.

O lago Maury em Newport News, Virgínia é em homenagem a Maury. O lago é localizado na propriedade do Museu dos Marinheiros e é cercado por uma trilha para caminhada. O Rio Maury, localizado inteiramente em Rockbridge County, Virgínia, próximo ao IMV (onde Maury estava na faculdade), também homenageia o cientista, como faz a Cratera Maury na Lua.
Além disso, uma escola em Norfolk, Virgínia, é nomeada para Maury, e foi classificada na posição 1.000 dos colégios do país, e a posição mais alta da cidade, pela Newsweek. O colégio Matthew Fontaine Maury está localizado nas Escolas Públicas de Norfolk o qual foi nomeado o Melhor Distrito Escolar Urbano no ano passado. O Condado Maury, Tennessee, é nomeado ao seu tio-avô.
Também, a Escola Primária Maury, em Alexandria, Virgínia, foi nomeada por Matthew Maury. A Escola Primária Maury foi construída em 1926.
- A Universidade de Virgínia tem um Hall de Maury nomeado para Matthew Fontaine Maury. Ele abriga um Corpo Naval de Treinamento de Oficiais da Reserva.[15]
- A Universidade James Madison tem um Hall de Maury nomeado em homenagem a Matthew Fontaine Maury. Este foi o primeiro prédio acadêmico e administrativo da universidade.[16] Dan Graves listou Matthew Maury entre seus 48 grandes Cientistas da Fé em razão de que: Maury viveu pelas Escrituras; ele plena e incondicionalmente acreditou no que as Escrituras Sagradas afirmavam; ele dificilmente falava ou escrevia sem a inclusão das referências das Escrituras; ele orava todo dia.

## Publicações de Maury

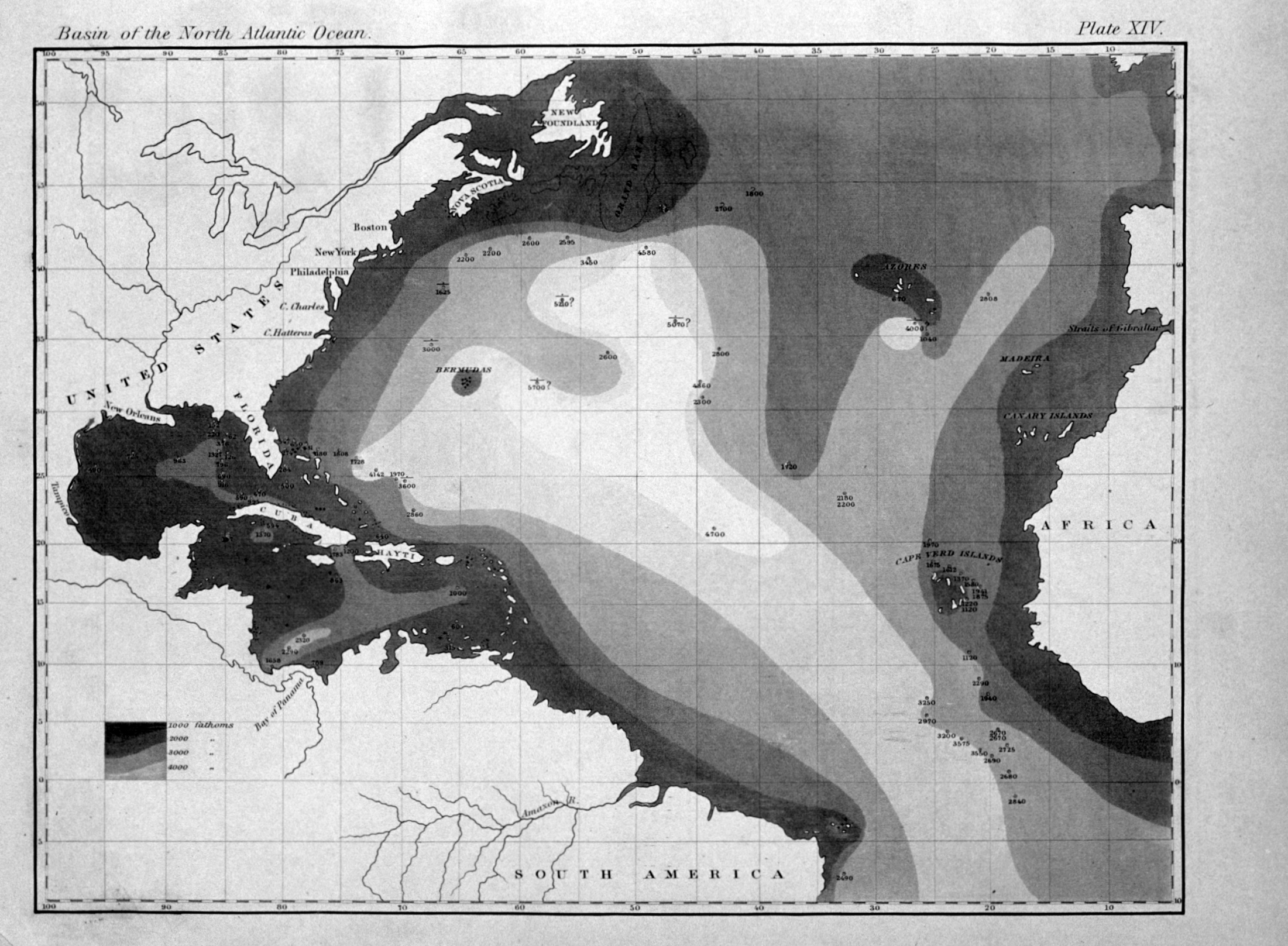
Primeiro mapa impresso de batimetria oceânica, publicado por Maury em Explicações com dados do USS Dolphin (1836).

- Sobre a Navegação do Cabo Horn; por M.F.Maury, Aspirante passado, Marinha dos EUA;
- Mapas Baleeiros;
- Mapas de Ventos e Correntes;
- Roteiros;
- Contribuições da Marinha à Ciência e ao Comércio (1847);
- Explicações e Roteiros em Acompanhamento aos Mapas de Ventos e Correntes, 1851, 1854, 1855;
- Investigações do Lieut. Maury sobre os Ventos e as Correntes do Mar, 1851;
- Sobre a Provável Relação entre o Magnetismo e a Circulação da Atmosfera, 1851;
- Mapas de Ventos e Correntes de Maury: Vendavais no Atlântico, 1857;
- A Geografia Física do Mar, 1855, 1856, 1859;
- Observações para Determinação o Paralaxe Solar, 1856;
- Amazônia, e as Encostas Atlânticas da América do Sul, 1853;
- O Comandante M. F. Maury sobre os Assuntos da América, 1861;
- A Geografia Física do Mar e Sua Meteorologia, 1861;
- Novos Elementos de Geografia para as Bases Primárias e Intermediárias de Maury;
- Geografia: "Primeiras Lições";
- Geografia Primária: Projetado para as Classes Primária e Intermediária.
- Geografia: "O Mundo em que Vivemos" de M. F. Maury;
- Endereço Publicado do Comandante M. F. Maury, antes da Feira da Sociedade Mecânica e Agrícola;
- Geologia: Uma Inspeção da Virgínia; Sua Posição Geográfica, Suas Vantagens Comerciais e Importância Nacional - Instituto Militar da Virgínia, 1869.

## Leitura Adicional
- Flying Cloud (A Nuvem Voadora) - Uma história verdadeira de 1851, do navio veleiro mais famoso da América que disputou uma corrida com outros navios de Nova York, ao redor do Cabo Horn, a San Francisco, utilizando ambos os Mapas de Ventos e Correntes de Maury e seus Roteiros. O veleiro, Flying Cloud, teve por capitão Josiah Perkins Creesy, e[17] foi navegado por sua esposa Ellenor Prentiss-Creesy, que foi a primeira pessoa a navegar ao redor do Cabo Horn usando a nova rota prevista pelo então tenente Matthew Fontaine Maury, do observatório nacional em Washington. Ela usou os Roteiros e Os Ventos e Correntes de Maury. Ela ganhou e manteve o recorde de velocidade de 89 dias daquela rota por décadas. A velha rota levava, geralmente, mais de 100 dias a partir de Nova York, em torno do perigoso Cabo Horn, na ponta da América do Sul e, em seguida, para frente a San Francisco. Fonte: Flying Cloud por David W. Shaw (copyright) de 2001. ISBN 0-06-093478-6 (pbk.) e Geografia Física do Mar (1855) de Matthew Fontaine Maury.

- Geografia Física do Mar e sua Meteorologia de Matthew Fontaine Maury (1861).
- Mapas de Ventos e Correntes de Matthew Fontaine Maury.
- Roteiros de Matthew Fontaine Maury.
- [2] O Céu e o Oceano Juntos — O Observatório Naval dos EUA 1830–2000 de Steven J. Dick (2003) ("Os Anos Maury" 1844–1861)
- O Descobridor dos Mares, A Vida de Matthew Fontaine Maury, de John W. Wayland, (1930). Professor Wayland escreve, na parte de trás do livro, debaixo da Cronologia, que em 1916, "a legislatura da Virginia criou uma lei pela qual o "Dia de Maury … seria celebrado em todas as escolas da Virgínia" (e isso aconteceu); mas foi abandonado por razões desconhecidas.
- Pistas no Mar: Matthew Fontaine Maury e o Mapeamento dos Oceanos de Chester G. Hearn (Camden, Maine: Marinha Internacional, 2002) ISBN 0-07-136826-4.
- O Profeta Sem Honra um Óscar de 1939, nomeado um curta-metragem biográfico de Matthew Fontaine Maury.